# ウォルト・ディズニー・ワールド・スピードウェイ
ウォルト・ディズニー・ワールド・スピードウェイ (Walt Disney World Speedway) は、アメリカ合衆国のサーキット。1995年にIMSイベンツ・インク（インディアナポリス・モーター・スピードウェイ社の子会社）が、インディ・レーシング・リーグのイベントであるインディ200を開催するために建設した。
現在は主にリチャード・ペティによるドライブ体験会と、インディ・レーシング・リーグの体験会の会場として使用される。実際のレースは開催されていない。
オートウィーク誌とオーランド・センチネル紙はこのコースを「ザ・ミックヤード The Mickyard」の愛称で呼んだ。この愛称はディズニーの象徴である「ミッキーマウス」と、インディアナポリス・モーター・スピードウェイの愛称である「ブリックヤード」から作られたものである。

## 歴史
コースはターンが3つ、三角形のオーバルコースでインディアナポリス・モーター・スピードウェイのチーフ・エンジニアであるケヴィン・フォーブスが設計、1994年9月にブエナビスタ・コンストラクションのグレッグ・ルースが建設地を決定した。コースはマジック・キングダムの駐車場に隣接する三角形の小区画に位置する。コース図面は1995年1月23日に発表され、既存の施設の境界に合うように設計されていた。また、既存の道路コースの変更は最小限に抑えられた。
1995年6月27日、インディアナポリス・モーター・スピードウェイの会長であるマリ・ハルマン・ジョージが起工式に参加した。彼女は有名な「ブリックヤード」のオリジナルの舗装レンガをコースにプレゼントした。

## コースレコード

### インディ・レーシング・リーグ
| 種別 | 距離               | 日付          | ドライバー       | タイム      | 平均スピード （mph） |
| ---- | ------------------ | ------------- | ---------------- | ----------- | -------------------- |
| 予選 | 1 lap (1.0 miles)  | 1996年1月25日 | バディ・ラジアー | 19.847 秒   | 181.388              |
| 本選 | 200マイル (320 km) | 1996年1月27日 | バズ・カルキンス | 1:33:30.748 | 128.748              |

## 過去のレース結果

### インディ・レーシング・リーグ
IRL インディカー・シリーズのインディ200が最初に行われたイベントであった。
| シーズン | 日付    | レース                                   | 優勝ドライバー       | シャシー   | エンジン | チーム                                         |
| -------- | ------- | ---------------------------------------- | -------------------- | ---------- | -------- | ---------------------------------------------- |
| 1996年   | 1月27日 | Indy 200 at Walt Disney World by Aurora  | バズ・カルキンス     | レイナード | フォード | ブラッドレイ・モータースポーツ                 |
| 1997年†  | 1月25日 | Indy 200 at Walt Disney World by Aurora  | エディ・チーバーJr.  | Gフォース  | オーロラ | チーム・チーバー                               |
| 1998年   | 1月24日 | Indy 200 at Walt Disney World by Aurora  | トニー・スチュワート | Gフォース  | オーロラ | チーム・メナード                               |
| 1999年†† | 1月24日 | TransWorld Diversified Services Indy 200 | エディ・チーバーJr.  | ダラーラ   | オーロラ | チーム・チーバー                               |
| 2000年   | 1月29日 | Delphi Indy 200                          | ロビー・ブール       | ダラーラ   | オーロラ | ドレイヤー・アンド・レインボールド・レーシング |

- † レースは 149ラップ / 149マイル経過時点で雨のため終了となった。
- †† レースは日曜日に開催された。

### NASCAR クラフツマン・トラック・シリーズ
| 年     | 日付          | ドライバー         | 車       | 優勝賞金 (USD) | 距離 (マイル) | 平均速度 (mph) |
| ------ | ------------- | ------------------ | -------- | -------------- | ------------- | -------------- |
| 1997年 | 1997年1月19日 | ジョー・ラットマン | フォード | $55,800        | 200           | 88.159         |
| 1998年 | 1998年1月18日 | ロン・ホーナディ   | シボレー | $48,625        | 204‡          | 94.033         |

- ‡ グリーン・ホワイト・チェッカールールのため204ラップで終了。

### USAC フォーミュラ・フォード 2000
- 1996年  サム・シュミット
- 1997年  ウルバタン・ヘロウJr.
- 1998年  デヴィッド・ベスナード

### USAC シルバー・クラウン・シリーズ
- 1998年 ブライアン・テイラー
- 1999年 マイク・ブリス
- 2000年 ブライアン・テイラー